# Brachyrhamdia rambarrani
Brachyrhamdia rambarrani es una especie de peces de la familia Heptapteridae en el orden de los Siluriformes.

## Morfología
• Los machos pueden llegar alcanzar los 5,5 cm de longitud total.

## Hábitat
Es un pez de agua dulce y de clima tropical (24 °C-26 °C).

## Distribución geográfica
Se encuentran en Sudamérica:  cuenca del río uni (cuenca del río Negro, Brasil ).